# Església de Sant Pere de Xàtiva
L'església parroquial de Sant Pere Apòstol o església de Sant Pere es troba a la plaça del mateix nom, a l'antic barri del mercat, de la localitat de Xàtiva, a la comarca de la Costera, de la província de València. Se situa davant del convent de Sant Onofre el Vell (únic exemplar intacte de l'arquitectura conventual del xviii) i és considerada una església de les més antigues de la ciutat, i va ser durant molt de temps, al costat de l'església de Santa Tecla i  la Seu, un dels tres focus cristians de la ciutat després de la conquesta cristiana. Està catalogada com a bé d'interès cultural, i des del 25 de març de 1983, té anotació ministerial amb el número RI - 51-0004839.

## Història
Segons la tradició, s'ha fixat la data de la seva constitució just després de l'arribada de Jaume I d'Aragó, que va tenir lloc a 1244. Es considera lògic pensar que després de consagrar la Mesquita Major de Santa Maria, es posés sota l'advocació de Sant Pere la mesquita del barri en el qual els musulmans celebraven el mercat. Al segle xiv, es construiria la nova església. En aquest temple es van batejar entre d'altres Roderic de Borja, Papa Alexandre VI. Va estar sota la dependència de la Col·legiata o Seu de Xàtiva, però al segle xviii, l'arquebisbe de València Fabián y Fuero, va dividir les parròquies de Xàtiva, erigint en Parròquia Sant Pere, aconseguint la seva independència de la Seu, i cobrant per això més protagonisme. En canvi, a 1902 va perdre el títol de parròquia, descendint de categoria, tornant a estar sota la Seu, fins que en 1953 va tornar a ser parròquia.
Després de l'incendi de Xàtiva a 1707, es va restaurar el temple segons la concepció barroca, es va allargar la nau, es van construir capelles laterals i es va canviar la porta d'accés, la qual cosa va portar la pèrdua i solapament de nombrosos elements gòtics, en construir una volta de canó amb llunetes falsos. Els documents existents mostren que aquestes obres van concloure abans del terratrèmol de 1748, ja que després del mateix es va realitzar un informe en què s'assenyalaven els danys a l'església. Alguns autors consideren que l'ampliació de la nau i la col·locació de capelles entre contraforts, són obres realitzades abans de l'incendi.
Al segle xx, va ser declarada Monument Històric-Artístic, iniciant-se des 1988 fins a 1995 la seva restauració, en la qual es va tractar de mostrar el caràcter  gòtic original de l'edifici, la qual cosa va suposar l'eliminació de multitud d'afegits del segle xviii, podent-se fins i tot contemplar a la banda nord, el teginat policromat original, amb figures i escuts heràldics i pintures murals del segle xvi, de temàtica religiosa; malgrat això l'últim tram i la capçalera s'han deixat amb el recobriment rococó, a manera de testimoni. Aquesta restauració va permetre també descobrir 26 criptes en el subsòl, les quals són una mostra de tota la història del temple i a les que es pot accedir des de l'angle nord-est de l'església.

## Arquitectura
La seva estructura és senzilla i funcional, amb planta rectangular d'arcs diafragma, segons el sistema constructiu anomenat gòtic de reconquesta, que divideixen la nau en quatre trams i sostrada de fusta policromada amb motius geomètrics, vegetals, zoomòrfics i heràldics. El mur nord conserva part de l'aspecte medieval com la porta d'arcs ogivals.
El presbiteri és un afegit de finals del segle xvii. Conserva tres valuosos retaules. El major està dedicat a Sant Pere i Sant Pau, que està format per vuit taules pintades cap a 1400 per un mestre anònim del període anomenat gòtic internacional, i altres quinze taules dels segles xvi i xvii, el retaule de Sant Miquel i Sant Jordi, encarregat per Guerau de Castellvert, parent d'Alexandre VI, que és obra del Mestre de Xàtiva (Mestre dels Artés). I finalment, el retaule dels Set Goigs i Dolors de Maria, influït per l'art de Rodrigo de Osona, una de les obres sobre taula més refinades que es conserven a la ciutat.